# Căușeni
Căușeni (ros. Каушаны, Kauszany) – miasto w Mołdawii; 19,9 tysięcy mieszkańców (2012). Stolica rejonu Căușeni. W miejscowości znajduje się Cerkiew Zaśnięcia Matki Bożej.

## Miasta partnerskie
- Nowe Skalmierzyce (2014)[1]